# Josef Feldner (Mediziner)
Josef Maria Franz Alois Feldner (* 1. Mai 1887 in Wien; † 23. Mai 1973 ebenda), genannt Pepi, war ein österreichischer Kinderarzt.

## Leben und Wirken
Josef (Pepi) Feldner stammte aus der kinderreichen liberal-katholischen Familie des Wiener Kaufmannes Franz Feldner und der Hela Mahr und war einer der Brüder des Wiener Kabarettisten Fritz Feldner. Feldner studierte an der Medizinischen Fakultät Wien Medizin und promovierte am 21. Juni 1915 (Promotionsprotokoll 191-0898 der Medizinischen Fakultät Wien).
Danach arbeitete er an mehreren Kliniken, darunter auch an der Wiener Kinderklinik, wo er Anfang der Zwanzigerjahre an der heilpädagogischen Abteilung zum Vertrauten von Erwin Lazar wurde. Ab 1935 wurde die Abteilung von Hans Asperger geleitet. Feldner, überzeugter Gegner des Nationalsozialismus, war dort einer der wichtigsten akademischen Mitarbeiter, aber auch Lehrer und Mentoren Aspergers. Feldner war es auch, der Asperger in einem Brief von einem geplanten öffentlichen Dank an den „Führer“ abgeraten hat. Zeitweise betrieb Feldner auch eine eigene Praxis.
1921 bis 1938 war Feldner als Schularzt an mehreren Wiener Schulen tätig. Darunter befand sich auch das Gymnasium in der Radetzkystraße im 3. Wiener Gemeindebezirk, in das auch Hans Busztin als Schüler ging. Feldner wurde Kinderarzt der Familie. Als im September 1942 die Familie deportiert werden sollte, bot Pepi der Familie an, die beiden Söhne aufzunehmen, um der Deportation zu entgehen. Hansi blieb bei ihm, wurde als Neffe von Pepi ausgegeben und überlebte von der vierköpfigen Familie als einziger die Zeit des NS-Regimes quasi offen versteckt. Im Gegensatz etwa zu Anne Frank hielt sich Hans mitten unter den Menschen von Wien auf, ging in die Oper, besuchte die Bibliothek und wurde von Pepi sogar zu Visiten mitgenommen. Die teilweise abenteuerlichen Erlebnisse schildert Hans Enkelin Anna Goldenberg sehr einprägsam in ihrem Buch Versteckte Jahre. Hans wurde ebenfalls Arzt. Im Jänner 1950 schlossen Hans und Pepi einen Adoptionsvertrag unter Erwachsenen ab und Hans führte nun den Doppelnamen Feldner-Busztin. Die beiden blieben bis an Pepis Lebensende eng verbunden.
Neben Feldners Fachpublikationen ist seine rege Vortragstätigkeit festzustellen. Auch die Abhaltung eines Kurses zur Einführung in die Heilpädagogik ist belegt.
Feldner wurde in der von Josef Messner gestalteten Familiengruft in Radlach beigesetzt.

## Werke und Schriften (Auswahl)
- Bemerkungen über die Luminalbehandlung bei Epilepsie in Wiener Medizinische Wochenschrift Nr. 8, S 387f, 1921.[13]
- Das Landeserziehungsheim „Obritzberg“ der Bereitschaft in Die Mutter. Halbmonatsschrift für alle Fragen der Schwangerschaft, S 9, 1. November 1925.[14]
- Wer war Lazar? In: EOS, Zeitschrift für Heilpädagogik 24 (Nr. 2), 36-38, 1932.[15]
- Entwicklungspsychiatrie des Kindes : Aufbau und Zerfall der Persönlichkeit. Springer, 1955.[16]